# Пузырчатка рогатая
Пузырчатка рогатая (лат. Utricularia cornuta) — многолетнее хищное растение небольшого или среднего размера, принадлежащее к роду Пузырчатка.
U. cornuta является эндемиком Северной Америки и встречается на Багамских островах, Кубе, в Канаде и США. Растет как наземное или подводное растение на болотах и водоемах на мелководье, преимущественно на небольших высотах. Первоначально вид был описан и опубликован Андре Мишо в 1803 году.

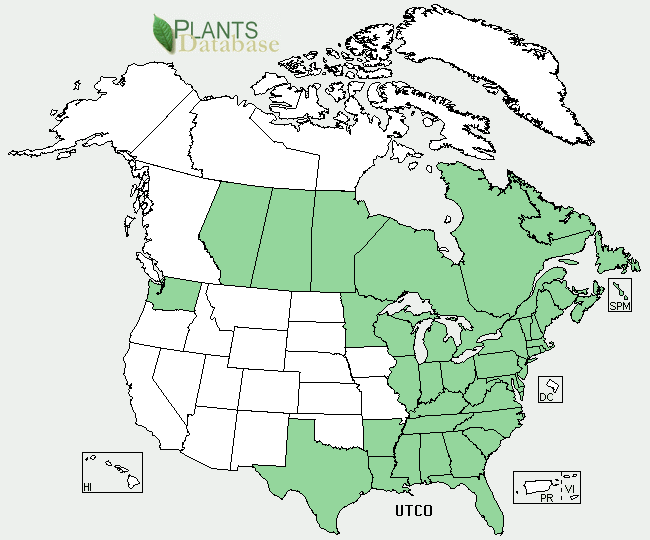
Карта распространения